# Murat Kurnaz
Murat Kurnaz est né à Brême en Allemagne le 19 mars 1982. Il est de nationalité turque. Arrêté au Pakistan en 2001 et remis aux autorités américaines, après près de cinq ans de détention dans la prison de Guantánamo. Il avait été vendu par des policiers pakistanais à l'armée américaine contre une prime de 3.000 dollars.
En février 2002, il a été transféré à Guantánamo après un séjour dans une prison américaine en Afghanistan.
Selon Amnesty International ni la Turquie ni l'Allemagne ne se sont senties obligées de le défendre.
Fin octobre 2002, les chefs des autorités de sécurité allemandes, dirigés par Frank-Walter Steinmeier du SPD, ont décidé qu'une interdiction d'entrée devait être émise à l'encontre de Kurnaz et qu'il devait être expulsé vers la Turquie. Par ailleurs, Le ministre de l’intérieur avait émis une interdiction d'entrée pour l'ensemble de l'espace Schengen.
Les autorités allemandes en exercice à cette époque ont fait tout leur possible pour empêcher Kurnaz de rentrer dans le pays.
Il n’a été libéré qu’en août 2006, après que la nouvelle chancelière Angela Merkel ne plaide auprès du président américain Bush pour sa libération.
Il publie Cinq ans dans l'enfer de Guantanamo en 2007.

## Biographie
Après la déclassification militaire de son dossier en 2004, un imbroglio juridico-militaire entraine son maintien en détention jusqu'en août 2006 malgré des preuves de son innocence relevées dans les dossiers du FBI, des services secrets allemands et de l'armée américaine.
Murat Kurnaz décrit des conditions de détention inhumaines avec des tortures physiques et psychologiques allant de l'isolation sensorielle, la privation de sommeil, l'exposition au chaud et au froid extrêmes, la suspension par les bras jusqu'à l'immersion forcée. Il est libéré le 24 août 2006 et son témoignage a été salué partout dans le monde. Il y aurait encore 166 cas de personnes détenues dans des conditions similaires. Concernant les droits de la défense et de la personne humaine, « en janvier 2005, un juge fédéral américain a cité son cas pour illustrer l'iniquité et les profondes irrégularités inhérentes à la procédure d'examen administrative suivie par les autorités militaires à Guantánamo ».
Les Américains découvrent son histoire lors de la diffusion de l'émission 60 Minutes de CBS.
Il est aujourd’hui‘ travailleur social et a trois enfants.
Fin 2022, un film  réalisé par Andreas Dresen et Laila Stiefer, Rubibiye Kurnaz contre Georges V. Bush, retrace le combat de la mère de Murat Kurnaz pour faire libérer son fils  de Guantánamo.

## Publications
- (de) Murat Kurnaz: Fünf Jahre meines Lebens. Ein Bericht aus Guantánamo (Five Years of My Life: A Report from Guantánamo). Berlin : Rowohlt, avril 2007.  (ISBN 978-3-87134-589-0)
- Murat Kurnaz: Dans l'enfer de Guantanamo.  Paris, Fayard, 2007. 306 p.  (ISBN 9782213634258)
- (no) Murat Kurnaz: Fem år av mitt liv : en beretning fra Guantanamo.  Oslo, Norway, 2007.  (ISBN 978-82-92-62233-9)
- (en) Five Years of My Life: An Innocent Man in Guantanamo  Publisher: Palgrave Macmillan, 1er avril 2008, 256 p.  (ISBN 0230603742) ou  (ISBN 978-0230603745)